# Joseph Dépierre
Pour les articles homonymes, voir Dépierre.
Joseph Dépierre, né le 15 mars 1888 à La Gresle (Loire) et mort le 27 mars 1961 à Bourg-de-Thizy (Rhône), est un homme politique français socialiste.

## Biographie
Ouvrier du textile à Bourg-de-Thizy, Joseph Dépierre adhère à la SFIO. Il est élu conseiller d'arrondissement le 18 juillet 1930, lors d'une élection partielle. En 1935, il est élu successivement conseiller général du canton de Thizy, maire de sa commune Bourg-de-Thizy, enfin sénateur du Rhône.
Le 10 juillet 1940, il fait partie des quatre-vingts parlementaires qui votent contre les pleins pouvoirs à Philippe Pétain. Déchu de tous ses mandats par le régime de Vichy, et retrouve la vie politique locale après la Libération en remplissant de nouveau les mandats de conseiller général de 1945 à 1949 et de maire de 1947 à 1959.

## Sources
- « Joseph Dépierre », dans le Dictionnaire des parlementaires français (1889-1940), sous la direction de Jean Jolly, PUF, 1960 [détail de l’édition]
- Pierre Miquel, Les quatre-vingts, éditions Fayard, 1995,  (ISBN 2-213-59416-3)
- Jean Odin, Les Quatre-vingts, FeniXX réédition numérique, 1996, 232 p. (ISBN 978-2-40207-154-3)